# Who You Are (album de Jessie J)
Pour les articles homonymes, voir Who You Are.
Singles
1. Do It Like A Dude
Sortie : 19 novembre 2010
2. Price Tag
Sortie : 25 janvier 2011
3. Nobody's Perfect
Sortie : 20 avril 2011
4. Who's Laughing Now
Sortie : 26 août 2011
5. Domino
Sortie : 29 aout 2011
6. Who You Are
Sortie : 13 novembre 2011
7. LaserLight
Sortie : 4 mai 2012

Who You Are est le premier album de la chanteuse britannique Jessie J sorti le 25 février 2011. Grâce à une forte demande des fans, la sortie est avancée d'un mois, alors qu'elle était prévue pour le 28 mars 2011. Deux singles ont précédé la sortie de l'album, Do It Like a Dude pour le marché anglais et Price Tag avec B.o.B pour le marché international.

## Genèse de l'album
Jessie J débute dans un groupe de filles pendant deux ans. Elle signe son premier contrat lorsqu'elle a 17 ans. C'est à cet âge que Jessie J écrit la première chanson destinée à cet album, Big White Room. À ce moment-là, elle est auteur-compositeur, elle explique que lorsqu'elle écrit, c'est toujours pour elle en premier. Durant cette période, qui dura deux ans, elle fait des tournées en tant que choriste avant de partir aux États-Unis pour composer. Une fois aux États-Unis, elle fait quelques showcases, ce qui l'a fait remarquer par des labels musicaux. Elle signe alors un contrat avec ce label, tout en gardant l'étiquette d'artiste anglaise, avec un accord de diffusion pour le monde. « Je les ai supplié de sortir mon premier single (au Royaume-Uni) en premier », explique-elle à Gigwise.

## Composition
L'album est composé de treize titres. Cinq chansons ont été écrites avant le début de la composition de l'album dont Mamma Knows Best et Big White Room. Jessie J explique que ces chansons « sont bonnes mais nous voulions des hits comme I Kissed A Girl ». Elle explique :

« J'ai toujours voulu être fidèle à moi-même et mes mœurs. Je voulais qu'il soit porteur d'un message d'inspiration, je ne voulais pas qu'il soit du genre « Je suis dans le club en train de secouer mon derrière ». Je voulais qu'il soit une source d'inspiration, je me souviens quand j'étais plus jeune, le premier album qui l'a été pour moi est The Miseducation Of Lauryn Hill. Je me souviens avoir pensé, « je veux écrire une version de cet album qui soit ma version et l'histoire de gens à qui l'on peut s'identifier ». Et encore quand j'écoute album de Lauryn Hill, il est toujours aussi actuel, c'est ce que je veux de Who You Are. Je voulais qu'il soit intemporel, c'est pourquoi je suis allée vers du classique, tout en noir et or. Je voulais juste que ce soit vrai pour moi (...). Je suis vraiment fier de lui et j'espère que les gens aiment ça. »

La chanson I Need This figure également sur l'album Graffiti du chanteur américain Chris Brown. La chanson L.O.V.E. était écrite pour Alicia Keys.

## Réception

### Critiques
Pour Kitty Empire de The Guardian, explique que Jessie J « a intégré les règles du jeu de la musique pop transatlantique jusqu'à cela soit une deuxième nature, ce qui rend sa musique comme si elle a toujours été avec nous ». Elle précise qu'« elle est un peu comme Rihanna des titres sortent du lot comme Do It Like A Dude ou Price Tag, et comme toutes les autres divas sur titres irritants ». David Renshaw de Pop Dash explique que l'album n'est pas parfait, mais que « occasionnellement, les paroles font un peu trop auto-assistance (...) mais Jessie le fait bien, cela permet de délivrer un message positif, avec un mélange de titres imposants qui plairont aux amateurs de musique des deux côtés de l'océan atlantique ». Gavin Martin du Mirror explique que « tout compte fait », Jessie J effectue « un début beaucoup plus impressionnant que l'on pourrait attendre d'une étoile dont l'apprentissage a constitué notamment à l'écriture de jingles pour des crèmes pour le visage et le hit de Miley Cyrus ».

### Ventes
L'album de Jessie J Who You Are se vendra à environ 2 300 000 exemplaires à travers le monde dont 1 200 000 au Royaume-Uni. 

### Classements
|             | France | États-Unis | Royaume-Uni | Canada | Australie | Irlande | Belgique | Suisse |
| Who You Are | 15     | 11         | 2           | 6      | 4         | 4       | 26       | 29     |

### Liste des titres
| 1.    | Price Tag (featuring B.o.B) | Jessica Cornish, Lukasz Gottwald, Claude Kelly, Bobby Ray Simmons                            | Dr. Luke                            | 3:43 |
| 2.    | Nobody's Perfect            | Cornish, Kelly                                                                               | Andre Brissett                      | 4:19 |
| 3.    | Abracadabra                 | Cornish, Gottwald, Kelly                                                                     | Dr. Luke                            | 3:50 |
| 4.    | Big White Room (Live)       | Cornish                                                                                      | Jessie J                            | 5:30 |
| 5.    | Casualty of Love            | Cornish, Farrah Fleurimond, Martin Kleveland, Natalie Walker                                 | Martin K                            | 3:54 |
| 6.    | Rainbow                     | Cornish, Warren "Oak" Felder, Edwin "Lil' Eddie" Serrano, Kasia "KC" Livingston              | Oak                                 | 3:05 |
| 7.    | Who's Laughing Now          | Cornish, Talay Riley, Kyle Abrahams, George Astasio, Jon Shave, Peter Ighile, Jason Pebworth | Parker and James, The Invisible Men | 3:54 |
| 8.    | Do It Like a Dude           | Cornish, Astasio, Pebworth, Shave, Abrahams, Ighile                                          | Parker and James, The Invisible Men | 3:15 |
| 9.    | Mamma Knows Best            | Cornish, Ashton Thomas                                                                       | Ashton Thomas                       | 3:15 |
| 10.   | L.O.V.E.                    | Cornish, Toby Gad                                                                            | Toby Gad                            | 3:52 |
| 11.   | Stand Up                    | Cornish, Karl Gordon, Chris Arnold, David Martin, Geoff Morrow                               | Karl "K-Gee" Gordon                 | 3:27 |
| 12.   | I Need This                 | Cornish, Robert Allen, Felder                                                                | Oak                                 | 4:20 |
| 13.   | Who You Are                 | Cornish, Gad, Shelly Peiken                                                                  | Toby Gad                            | 3:50 |
| 50:10 |                             |                                                                                              |                                     |      |

| 14. | Domino                         |  | Cornish, Gottwald, Kelly, Max Martin, Henry Walter, Dr. Luke, Cirkut | 3:51 |
| 15. | Who You Are (acoustic version) |  |                                                                      | 5:19 |

| 14. | Domino                              | Cornish, Gottwald, Kelly, Martin, Walter                                               | Dr. Luke, Cirkut                            | 3:51 |
| 15. | My Shadow                           | Cornish, Astasio, Pebworth, Shave, Carl Haley, Greg Haley, Rafael Haley, Charlie Platt | The Invisible Men, The Fives                | 3:29 |
| 16. | LaserLight (featuring David Guetta) | Cornish, The Invisible Men, David Guetta, Giorgio Tuinfort, Fred Rister                | David Guetta, Giorgio Tuinfort, Fred Rister | 3:31 |

| 17. | Domino (Myon and Shane Radio Edit Remix) | 3:55 |
| 18. | Price Tag (acoustic version)             | 3:18 |

| 1. | Who You Are (acoustic version)            | 5:19 |
| 2. | Do It Like a Dude (acoustic version)      | 4:18 |
| 3. | Price Tag (acoustic version)              | 3:18 |
| 4. | Do It Like a Dude (music video)           | 3:28 |
| 5. | Price Tag (featuring B.o.B) (music video) | 4:14 |
| 6. | Nobody's Perfect (music video)            | 4:14 |
| 7. | Who's Laughing Now (music video)          | 4:07 |
| 8. | Who You Are (music video)                 | 3:58 |

| 1.  | Price Tag (featuring B.o.B) (music video)         | 4:06 |
| 2.  | Do It Like A Dude (music video)                   | 3:20 |
| 3.  | Who's Laughing Now (music video)                  | 4:00 |
| 4.  | Nobody's Perfect (music video)                    | 4:11 |
| 5.  | Who You Are (music video)                         | 3:51 |
| 6.  | Do It Like a Dude (Live at Shepherds Bush Empire) |      |
| 7.  | Stand Up (Live at Shepherds Bush Empire)          |      |
| 8.  | Price Tag (Live at Shepherds Bush Empire)         |      |
| 9.  | Nobody's Perfect (Live at Shepherds Bush Empire)  |      |
| 10. | Who You Are (Live at Shepherds Bush Empire)       |      |
| 11. | L.O.V.E. (Live at Shepherds Bush Empire)          |      |

| 1. | Do It Like a Dude (music video)            | 3:51 |
| 2. | Price Tag (featuring B.o.B) (music video)) | 3:29 |
| 3. | Nobody's Perfect (music video)             | 3:29 |
| 4. | Who's Laughing Now (music video)           | 5:19 |
| 5. | Who You Are (music video)                  | 4:18 |
| 6. | Domino (music video)                       | 3:18 |
| 7. | Laserlight (music video)                   |      |

## Crédits

### Artistique
- Chant : Jessie J

## Dates de sorties
| Pays        | Date            | Label                                    |
| ----------- | --------------- | ---------------------------------------- |
| Irlande     | 25 février 2011 | Universal Music                          |
| Pays-Bas    | 25 février 2011 | Universal Music                          |
| Royaume-Uni | 28 février 2011 | Universal Island                         |
| France      | 28 février 2011 | Universal Republic Records               |
| Belgique    | 28 février 2011 | Universal Republic Records               |
| Luxembourg  | 28 février 2011 | Universal Republic Records               |
| Australie   | 4 mars 2011     | Universal Republic Records               |
| Brésil      | 29 mars 2011    | Universal Republic Records               |
| États-Unis  | 12 avril 2011   | Lava Records, Universal Republic Records |
| Allemagne   | 20 mai 2011     | Universal Music                          |